# Caloptilia soyella
Caloptilia soyella là một loài bướm đêm thuộc họ Gracillariidae. Nó được tìm thấy ở Cabo Verde, Trung Quốc, Fiji, Ấn Độ, Indonesia (Java), Nhật Bản (Kyūshū, Honshū, Shikoku), Sri Lanka và Việt Nam.
Sải cánh dài 9-10.2 mm.
Ấu trùng ăn Cajanus cajan, Dolichos species, Glycine max, Kummerovia striana, Lespedeza cyrtobotrya, Phaseolus calcaratus, Phaseolus mungo, Pueraria candollei, Soya hispida, Vigna angularis, Vigna mungo và Vigna umbellata. Chúng ăn lá nơi chúng làm tổ.